# (2000) Herschel
(2000) Herschel es un asteroide que forma parte del cinturón de asteroides y fue descubierto por Joachim Schubart desde el observatorio de Sonneberg, Alemania, el 29 de julio de 1960.

## Designación y nombre
Herschel recibió al principio la designación de 1960 OA.
Posteriormente se nombró en honor del astrónomo británico William Herschel (1738-1822).

## Características orbitales
Herschel orbita a una distancia media del Sol de 2,381 ua, pudiendo acercarse hasta 1,673 ua y alejarse hasta 3,088 ua. Tiene una excentricidad de 0,2972 y una inclinación orbital de 22,8°. Emplea en completar una órbita alrededor del Sol 1342 días.